# راجر فیشر (نوازنده گیتار)
راجر فیشر (به انگلیسی: Roger Fisher) (زادهٔ ۱۴ فوریه ۱۹۵۰) نوازندهٔ گیتار اهل آمریکا است. او بیشتر به‌عنوان یکی از اعضای بنیان‌گذار گروه هارت شناخته شده‌است.

## زندگی‌نامه
گروه هارت در سال ۱۹۶۳ و با نام اولیهٔ The Army و توسط استیو فاسن (باسیست)، راجر فیشر (گیتاریست) و مایک فیشر (درامر) بنیان گذاشته‌شد. آن‌ها پس از مدتی نام گروه را به «وایت هارت» تغییر دادند و در سال‌های آغازین دههٔ ۱۹۷۰ میلادی آن نام به «هارت» تغییر داده شد.
آنا ویلسون در سال ۱۹۷۰ و نانسی ویلسون در سال ۱۹۷۴ به هارت ملحق شدند. پس از مدتی میان برادران فیشر با خواهران ویلسون رابطهٔ عاطفی ایجاد شد تا این‌که در سال ۱۹۷۸ روابط آن‌ها پایان یافت و راجر گروه را ترک کرد. پس از آن راجر به گروه راک کانادایی اِیلیس پیوست تا این‌که اِیلیس در سال‌های آغازین دههٔ ۱۹۹۰ میلادی از هم فروپاشید. بعد از این اتفاق راجر به انتشار آلبوم‌های شخصی و همکاری با دیگر گروه‌ها و هنرمندان موسیقی روی‌آورد. در سال ۲۰۰۷ راجر به‌همراه خانواده‌اش از آمریکا به شهر پراگ در جمهوری چک نقل مکان کردند و در سپتامبر ۲۰۰۸ مجدداً به آمریکا بازگشتند.